# 望城区
望城区为中国湖南省长沙市市辖区，望城位于湖南中部偏东，长沙城区西北部，周边与开福区、岳麓区、长沙县、宁乡市、湘阴县、汨罗市和益阳市赫山区相邻。撤县设区之前的望城县为较具实力的县市之一，轄區总面積为951平方公里，全区常住总約89万人。全境纳入长沙市城市总体规划。区人民政府驻高塘岭街道。

## 历史
望城区汉属临湘县、湘南县地；隋属长沙县、衡山县，唐属长沙、湘潭县地；宋属长沙、善化县；历南宋、元、明、清各朝均无多大异动。民国元年（1911年）始将长沙、善化两县并入长沙府，直属湖南省管辖。1951年自长沙县析置望城县；5月26日政务院以政行齐字第129‘号文件批复自长沙县析设望城县；6月25日长沙专署民政字第61号令，宣布成立望城县政府，因驻地望城坡得名“望城县”。1952年3月县政府迁址高塘岭。1952年9月长沙专区改称“湘潭专区”，望城县隶属湘潭专区。1958年12月24日，望城县和长沙县划归长沙市管辖。1959年3月22日，望城县撤销，并入长沙县；1977年12月21日，按1959年3月撤销时的行政区域复置望城县。2011年5月20日，国务院批准撤销望城县，设立长沙市望城区，以原望城县的行政区域为新设望城区的行政区域；7月25日，望城区挂牌成立。

## 人口民族
2024年,年末全区常住人口99.84万人，城镇化率达80.1％。年末户籍人口55.76万人，比上年末增加0.64万人，增长1.2％。户籍人口中男性27.2万人，女性28.56万人，人口出生率为8.6‰，人口死亡率为5.0‰，人口自然增长率为3.6‰。
根据湖南省长沙市第七次全国人口普查公报显示：望城区常住人口为890214人，男性人口占比50.52%，女性人口占比49.48%，年龄结构中0-14岁占比16.75%，15-59岁占比68.48%，60岁以上占比14.77%，65岁以上占比10.75%。
1990年人口普查，共计有22个民族，其中少数民族人口为767人。2010年人口普查，总人口523,489人。

## 行政区划
望城区下辖11个街道办事处、5个镇：
高塘岭街道、丁字湾街道、大泽湖街道、月亮岛街道、白沙洲街道、金山桥街道、黄金园街道、乌山街道、铜官街道、雷锋街道、白马街道、桥驿镇、茶亭镇、靖港镇、乔口镇和白箬铺镇。
其中雷锋街道、白马街道由长沙高新技术产业开发区代管。
2011年撤望城县设望城区时，辖14镇1乡，总面积969平方公里，户籍人口53.68万人（2010年人口普查523,489人）。
| 镇                                       | 白箬铺镇 \| 茶亭镇 \| 丁字镇 \| 东城镇 \| 铜官镇 \| 靖港镇 \| 乔口镇 \| 桥驿镇 \| 高塘岭镇 \| 乌山镇 \| 星城镇 \| 格塘镇 \| 黄金镇 \| 雷锋镇 |
| 乡                                       | 新康乡 |
| 注：雷锋镇由长沙高新技术产业开发区代管。 | |

| 镇                                       | 高塘岭街道 \| 喻家坡街道 \| 白沙洲街道 \| 大泽湖街道 \| 月亮岛街道 \| 丁字湾街道 \| 书堂山街道 \| 黄金园街道 \| 金山桥街道 \| 廖家坪街道 \| 白箬铺镇\| 茶亭镇 \|东城镇\| 靖港镇 \|铜官镇\| 乔口镇\| 桥驿镇\| 格塘镇 \| 雷锋镇\| 乌山镇 |
| 乡                                       | 新康乡 |
| 注：雷锋镇由长沙高新技术产业开发区代管。 | |

## 地理
望城地处洞庭湖南缘、长浏盆地的西部，长衡丘陵向滨湖平原过渡的地带。东北、西南及南部群山重叠，地势较高，低山与丘陵交错，有较广阔的山间盆地，西北与滨湖平原相连，中间多为丘陵岗地。整个地形由南向北倾斜，形成一个向北开口的漏斗形。
地理上位于位于湖南中部偏北、长沙城区北半部，京广铁路纵贯东部，石长铁路、319国道穿境，有长湘公路、湘江路、潇湘路、金洲大道、雷高公路、雷锋大道和金星路直连主城区，湘江常年通航。地势由南向北倾斜，境内山脉纵横，位于本县东北角桥驿镇境内的黑麋峰海拔590.5米，为全区第一高峰。年均温17℃，年均降水量1370毫米。

### 地貌
西北滨湖冲积平原区，本区与宁乡市、益阳市赫山区与湘阴县接壤。包括老沩水河、八曲河、团山湖和湘江以东的苏蓼垸一带地区，这一带政区为大众垸内的靖港镇、格塘乡、新康乡、乔口镇，乌山镇部分地区、东城镇苏蓼垸地区。区内地势低平，海拔在25至30米，最低处为乔口镇附近为，海拔23米。
东北部中低山、岗地区，本区与长沙城区开福区、长沙县、汨罗市和湘阴县接壤。包括桥驿镇的黑麋峰、茶亭镇的九峰山和丁字湾街道的丁字湾等地。低山见于茶亭镇和桥驿镇，岗地广泛分布于低山、丘陵的前沿和江湖沿岸。成土母质多为花岗石，面积达14.5万亩（9670公顷），铜官、茶亭、桥驿三镇第四纪红土面积约为15.6万亩（10400公顷），占该区面积的67％，并间有板页岩和湖中沉积物，全县海拔最高处黑麋峰就位于本区的桥驿镇境内。
中部丘岗区。本区东部南部与长沙城区部分的岳麓区接壤，西与宁乡市毗邻，包括雷锋镇、白箬铺镇、白沙洲街道、大泽湖街道、月亮岛街道、高塘岭街道以及乌山镇部分地区，海拔大都在100米左右。本区山地与旱土约为25万亩（16700公顷）。
西南低山丘陵区，位于本区西南部，紧靠宁乡市。包括嵇珈山、白鹤山、金盘山、雷打石、黄毛大岭和甑皮岭。区内低山、丘陵、岗地、间山盆地俱全，而且低山与丘陵交错，一般海拔在400米左右，低山的主要组成物质为石英砂岩，岩性坚硬，抗蚀性强，山坡中上部风化层厚度一般为1～1·5米，低山地区的相对高度为200—300米之间，小丘的相对高度为200米以下，桐木盆地为本区最大盆地。

### 矿产资源
矿产主要有花岗石、陶土、矽砂、河砂、石灰石、磷矿石、煤、黄金等十多种，其中尤以花岗石与陶土著称。花岗石主要分布在丁字湾街道一带约为120平方公里的地带，陶土只要分布在铜官镇与茶亭镇。

### 水资源
水资源丰富，地表径流量历年平均值26·98亿立方米。
河流：河流为湘江及其支流，以湘江河为界，从河西流入湘江的有沩江、柳林江、撇洪河、八曲河、马桥河、大泽湖水系、观音港和百泉河，其中最有名的为沩水河。从湘江东岸流入的有黄龙河、石渚河与霞凝河。
湖泊：较大的湖泊有团山湖、天井湖和格塘水库，其他库容量100—1000万立方米有，黄金园街道的观音岩水库、茶亭镇境内的茶亭水库都很有名。

### 森林与植被
属于中亚热带常绿阔叶林带，历史上曾广泛分布常绿阔叶林，到1960年代，大部分原生植被已经不复存在，现东北低山和西南丘陵仍保留小部分针、阔叶混交林和天然竹林。1980年代以来，随着经济的逐步发展，建筑用才工业的发展和广大居民生活燃料改为燃煤和液化石油气，农民的耕作逐步走向退耕还林，经过自然的休养生息和人工育林，森林植被获得了前所未有的发展，全区的森林覆盖率接近30％，丘陵、岗地与低山地区，除了耕作用地与生活用地之外，植被与森林都在逐步恢复。人工育林栽种的主要树种为杉树、马尾松、意大利杨、国外松、池树、水杉和果树等。

### 气候
属亚热带气候，受季风影响明显，气候特征为春季温度变化大，夏初雨水多，伏秋高温旱，冬季少严寒。
一月为一年中最低的一个月，平均气温为4.4度，7月为气温最高，平均30℃。全年无霜期除高山的黑麋峰外，其他地区约为270—300天。
年降水约为1370毫米，年平均降水日达146天，五、六月份降水每月达200毫米以上，七、八月份每月100毫米以上。
洪涝灾害为突出的自然灾害，现代历史上遭遇的洪涝灾害有：
1. 1949年6月12日，湘江水位猛涨至36.97米，全区62个堤垸溃决50多个。
2. 1954年，占全区五分之一的大众垸溃决
3. 1969年8月9日和10日，全区降暴雨，降雨量达370毫米，局部最多达500毫米，溃垸31个，淹没田地11.7万亩（7800公顷），死亡140余人。

## 经济
经济上，传统农业为水稻种植，家畜以饲养生猪为主，传统工业有水泥建材、陶瓷和化工，湘绣为传统手工艺品。综合竞争力位居湖南省各县（市）的第四位，2010年全国县域经济百强县（市）的第九十二位。

### 农业
1. 种植业，水稻和经济作物，经济作物则以蔬菜、水果和茶叶为主，经济林木有油茶、茶树和柑桔。
2. 畜牧养殖业，本区畜牧业生猪养殖为传统优势，年出栏生猪超过100万头，另外耕牛、山羊养殖平原地区也比较普遍。淡水渔业养殖发展也比较快，全区年产鲜鱼超过1万吨。

### 工业
本区主要的工业有建材、食品加工、化工、机械、电器、轻纺、造纸、印刷、服装、工艺制品和陶器生产等，高塘岭街道和白沙洲街道、大泽湖街道、月亮岛街道为主要工业区。

## 交通与旅游

### 交通
1. 铁路，京广铁路从本区东北过境，长度约为30公里，设长沙北站；长石铁路贯穿东西，与京广线相连，长度达31.2公里。
2. 地铁，长沙地铁四号线起于罐子岭止于杜家坪站，北延线开通后起于白马巷止于杜家坪站。
3. 公路，辖区内公路线约为200条总计长度为900公里，其中三环线、 240国道、 319国道、 长张高速长益段、长湘高速、长湘公路、湘江路、潇湘路、金星路、雷锋大道、金洲大道和雷高公路、望雷大道、岳麓西大道、黄桥大道、普瑞大道、为公路主干道。
4. 水运，河网为湘江及其支流沩水河和靳江河，通航总长度达68公里，可以停靠1000吨的泊位。
5. 公交，区政府驻地与主城区实现了对接，903路（桃子湖路口-望城汽车站）、903路区间线（金星南路-高星物流园）、907A路（华夏-洗心禅寺）、918路（汽车西站-望城汽车站）、918路区间线（汽车西站-北津学院）、931路（汽车北站-丁字湾）、916路（玫瑰园北门-雷锋中学）7条公交线路直通长沙市区；本区其他乡镇仍未开通城市公交。

### 旅游
- 铜官窑遗址博物馆（湘江以东丁字湾街道）
- 靖港古镇（湘江以西的大众垸区靖港镇）
- 铜官古镇（湘江以东铜官镇）
- 雷锋纪念馆（位于湘江以西的雷锋镇）
- 郭亮故居（中共早期活动家、湖南早期个人运动领袖、烈士，郭亮出生地，位于湘江以东茶亭镇）
- 戴公庙（位于湘江以西的大泽湖街道）
- 黑麋峰森林公园（位于湘江以东桥驿镇）
- 长沙千龙湖湿地公园（位于湘江以西的大众垸区格塘镇）